# Splachnum caulescens
Splachnum caulescens là một loài rêu trong họ Splachnaceae. Loài này được Steud. mô tả khoa học đầu tiên năm 1824.